# Huang Shaohong
Huang Shaohong (黃紹竑, 1er décembre 1895 - 31 août 1966) est un seigneur de la guerre chinois qui fut membre de la nouvelle clique du Guangxi et se suicida durant la révolution culturelle.

## Biographie
Huang est né en 1895 au Guangxi. Après la révolution chinoise de 1911, il entre à l'école d'officiers de la province à Guilin où il a pour camarades Bai Chongxi et Li Zongren. Il commande plus tard le « bataillon modèle », une formation militaire professionnelle moderne équipée de mitrailleuses.
Dans la confusion de la lutte de pouvoir qui suit les guerres Guangdong-Guangxi, des personnalités militaires locales commencent à se tailler des territoires personnels dans la province. Au Sud-Ouest se trouvent les chemins de l'opium en provenance du Yunnan et du Guizhou qui passent par la ville de Baise et descendent le long du fleuve jusqu'à Nanning, à partir d'où l'opium est généralement convoyé jusqu'à Wuzhou où il est vendu.
Durant les guerres Ao-Gui, Huang, alors commandant du « bataillon modèle », tente de rester neutre et installe sa base à Baise dans l'extrême Nord-Ouest. Petit à petit, il prend le contrôle de Baise, et ainsi, du marché de l'opium. Il étend plus tard son contrôle sur Wuzhou, faisant ainsi mainmise sur la route de l'opium qui passe par le Guangxi. Au printemps 1924, la clique du Nouveau Guangxi est formée et établi l'armée de pacification du Guangxi dont Li Zongren est le commandant-en-chef, Huang est le commandant-en-second, et Bai Chongxi est le chef d'État-major. En août, ils sont vaincus et repoussés hors de la province par l'ancien gouverneur Lu Rongting, et Huang devient le gouverneur civil du Guangxi de 1924 à 1929. Il est aussi ministre de l'Intérieur et des transports dans le gouvernement national de Tchang Kaï-chek à partir de 1927.
Durant la rébellion Kumul, Tchang Kaï-chek s'apprête à envoyer Huang Shaohong et sa force expéditionnaire pour aider le général musulman Ma Zhongying contre Sheng Shicai, mais lorsque Tchang apprend l'invasion soviétique du Xinjiang, il décide de s'abstenir pour éviter un incident international si ses troupes engagent directement les Soviétiques, laissant Ma seul et sans renforts pour combattre l'armée rouge.
Huang devient plus tard président de la province du Zhejiang de 1934 à 1935, ainsi que du Hubei de 1936 à 1937, puis encore du Zhejiang de 1937 à 1946 et commandant de la 15e armée de l'armée nationale révolutionnaire. Durant la Seconde Guerre mondiale, Huang est nommé commandant-en-chef en second de la 2e zone de guerre. Après le conflit, il est nommé chef du comité de surveillance et élu membre du Yuan législatif (parlement).
Durant les pourparlers de la guerre civile chinoise en mars 1949, Huang est l'un des délégués du Kuomintang. Lui et Zhang Zhizhong acceptent les conditions de cessez-le-feu du Parti communiste chinois. Mais lorsque les dirigeants du Kuomintang les abandonnent peu après, Huang part pour Hong Kong, déclare son opposition au Kuomintang et rejoint la conférence consultative politique du peuple chinois en septembre 1949.
Après la fondation de la république populaire de Chine, Huang est élu membre du conseil des affaires de l'État, de l'Assemblée nationale populaire, et de la conférence consultative politique. Il devient également membre du comité permanent du comité révolutionnaire du Kuomintang, opposé à Tchang Kaï-chek. Durant la campagne anti-droitiste de 1957 à 1959, Huang Shaohong est accusé d'être un droitiste et, plus tard durant la révolution culturelle, il est de nouveau accusé. Incapable de supporter la persécution des gardes rouges, il se suicide à son domicile de Pékin le 31 août 1966.